# Aphrosaurus
Aphrosaurus (que significa "lagarto de espuma de mar") es un género extinto de plesiosaurio del Cretácico superior. La especie tipo es Aphrosaurus furlongi, nombrada por Welles en 1943. 

## Descubrimiento
Aphrosaurus furlongi fue descubierto en las colinas de Panoche del condado de Fresno, California en 1939 por el ganadero Frank C. Piava y recibió su nombre del asistente de campo y preparador de muestras de la Universidad de California Berkeley, Eustace Furlong.